# كفر أبجيج
قرية كفر أبجيج هي إحدى القرى التابعة لمركز الواسطى في محافظة بني سويف في جمهورية مصر العربية. حسب إحصاءات سنة 2006، بلغ إجمالي السكان في كفر أبجيج 3563 نسمة، منهم 1814 رجل و1749 امرأة.